# Переселенческий колониализм
Переселенческий колониализм — тип колонизационного хозяйствования, главной целью которого являлось расширение жизненного пространства (так называемого лебенсраума) титульного этноса метрополии в ущерб автохтонным народам. В переселенческие колонии происходит массовый приток переселенцев из метрополии, которые обычно формируют новую политическую и экономическую элиту. Автохтонное население подавляется, вытесняется, а зачастую уничтожается физически (то есть, проводится геноцид). Метрополия часто поощряет переселение на новое место как средство регулирования численности собственного населения, а также использует новые земли для ссылки нежелательных элементов (преступники, проститутки, непокорные национальные меньшинства — ирландцы, баски и проч.) и т. д.

## Характеристика
Ключевыми моментами при создании переселенческих колоний являются два условия: низкая плотность автохтонного населения при относительном обилии земельных и иных природных ресурсов. Переселенческий колониализм приводит к глубокой структурной перестройке жизни и экологии региона по сравнению с ресурсным (сырьевым колониализмом), который обычно рано или поздно завершается деколонизацией. В мире есть примеры и смешанных переселенческо-сырьевых колоний.

## Примеры
Одним из первых примеров рабовладельческой колонии смешанного типа стали колонии Испании (Мексика, Перу) и Португалии (Бразилия). Но именно Британская империя, а вслед за ней США, Нидерланды и Германия, начала проводить политику полного геноцида автохтонного населения в новых захваченных землях с целью создать однородно белые, англоязычные, протестантские переселенческие колонии, позднее превратившиеся в доминионы.
Совершив однажды и признав ошибку в отношении 13 североамериканских колоний, Англия смягчила своё отношение к новым поселенческим колониям. С самого начала им предоставлялись административная, а затем и политическая автономия. Таковыми были поселенческие колонии в Канаде, Австралии и Новой Зеландии. Но отношение к автохтонному населению оставалось крайне жестоким.
Широкую известность получили Дорога слёз в США и политика Белая Австралия в Австралии. Не менее кровавыми были расправы англичан со своими европейскими конкурентами: «Великий переполох» во французской Акадии и завоевание Квебека — французских переселенческих колоний Нового света. При этом Британская Индия с её быстрорастущим 300-миллионным населением, Гонконг, Малайзия оказались непригодны для британской колонизации в силу своей густонаселённости и наличия агрессивно настроенных мусульманских меньшинств.
В ЮАР автохтонное и пришлое (буры) население было уже довольно многочисленным, но институциональная сегрегация помогла британцам выделить определённые экономические ниши и землю для небольшой группы привилегированных британских колонистов. Часто для маргинализации местного населения белые поселенцы привлекали и третьи группы: негры-рабы из Африки в США и Бразилии; беженцы-евреи из Европы в Канаде, батраки из стран Южной и Восточной Европы, которые не имели своих колоний; индусы, вьетнамцы и яванцы-кули в Гвиане, ЮАР, США и т. д.
Существует колониализм, связанный с насильственным переселением детей — детская миграция. Известные примеры такого переселения — Home Children, дети, которых перевезли из Великобритании в Австралию, Канаду и Новую Зеландию.
Покорение Сибири, Поволжья, Кавказа и Средней Азии Россией и их дальнейшее заселение русскими и русскоязычными переселенцами также носило общие с переселенческим колониализмом черты.  В этом процессе, помимо русских, участвовали украинцы, немцы и другие народы.
На Западе благосклонно относились к российской экспансии в Центральной Азии. Ликвидация рабства, постоянных войн и анархии расценивались как положительное достижение западной цивилизации, принесённое русскими. В 1891 году на Международной географической конференции воздали хвалу «русскому народу, который установил порядок в Средней Азии, который знал, как воспитать и развивать народы Средней Азии». Британский учёный и дипломат Генри Роулинсон высказывал мнение, что «Утверждение российского господства, на самом деле, над киргизами, узбеками и туркменами на большей части Центральной Азии явилось, бесспорно, благом для человечества». Энгельс в письме Марксу так описывал продвижение России в Азию: «Россия действительно играет прогрессивную роль по отношению к Востоку… господство России играет цивилизаторскую роль для Чёрного и Каспийского морей и Центральной Азии, для башкир и татар».

## Последствия
По прошествии времени переселенческие колонии превращались в новые нации. Так возникли аргентинцы, перуанцы, мексиканцы, канадцы, бразильцы, американцы США, креолы Гвианы, кальдоши Новой Каледонии, брейоны, франко-акадцы, кадьены и франко-канадцы (квебекцы). С бывшей метрополией их продолжает связывать язык, религия и общность культуры. Судьба некоторых переселенческих колоний закончилась трагически: пье-нуары Алжира (франкоалжирцы), с конца XX века европейские поселенцы и их потомки интенсивно покидают страны Средней Азии и Африки (репатриация): в ЮАР их доля упала с 21 % в 1940 г. до 9 % в 2010; в Казахстане с 67% в 1960 до 28% в 2010; в Киргизии с 39 % в 1960 до 8 % в 2010. В Виндхуке доля белых упала с 54 % в 1970 до 16 % в 2010. Их доля также быстро сокращается повсеместно в Новом Свете: в США она упала с 88 % в 1930 г. до около 64 % в 2010; в Бразилии с 63 % в 1960 до 48 % в 2010.